# Kitkajärvi
Kitkajärvi eller Kitkanjärvi är en sjö i Finland. Den ligger i kommunen Hyrynsalmi i landskapet Kajanaland, i den centrala delen av landet, 500 km norr om huvudstaden Helsingfors. Kitkajärvi ligger 198 meter över havet. Den är 10,6 meter djup. Arean är 37,7 hektar och strandlinjen är 3,83 kilometer lång. Sjön  ingår i Uleälvens huvudavrinningsområde. 